# Koozå
 (novembre 2016).
Koozå est un spectacle du Cirque du Soleil. Créé en 2007 par David Shiner, il a connu un grand succès auprès de ses spectateurs lors de sa première représentation le 11 avril 2007.
Le spectacle est présenté sous chapiteau.